# Elías García Martínez
Elías García Martínez, född  20 juli 1858 i Requena i provinsen Valencia i Spanien, död 1 augusti 1934 i Casas de Utiel, Valencia, var en spansk konstnär.
Martínez blev omtalad när hans fresk Ecce homo, i kyrkan i kyrkan El Santuario de Misericordia nära staden Borja i Aragonien, år 2012 blev amatörmässigt renoverad av Cecilia Giménez. En debatt om detta uppstod. Inspirerat av det inträffade har många även lämnat olika alternativa renoveringsförslag av Ecce homo och av andra kända konstverk.